# 張植
張 植（ちょう しょく、生没年不詳）は、五胡十六国時代前涼の人物。

## 生涯
張駿の時代に前涼に仕え、西域校尉に任じられた。
335年12月、張駿は西胡校尉・沙州刺史楊宣に西域征伐を命じると、張植は奮威将軍牛覇・蛮騎校尉張沖と共にこれに従軍した。
336年6月、張植は軍の前鋒となり、流沙を越えて亀茲・鄯善討伐に向かったが、水を得る事が出来ず、脱水症状により死亡する士卒が半数を越えた。その為、張植は髪を切って上半身を露わにし、裸足で壇の上に昇ると、慟哭しながら天に祈りを捧げた。すると、たちまち西北の方角に雲が湧き起こり、豪雨となって水が川をなす程となった。そこで、乗馬を殺して生贄とし、天を祀った。
張植が西域諸国に到来すると、向かうところの国々はみな降伏した。その後、焉耆へ到達すると、国王龍熙は賁崙城に籠って張植を阻んだ。張植は鉄門に駐屯すると、これを攻め破った。その後、10里余りも進まぬうちに、龍熙は再び兵を率い、先んじて遮留谷を押さえた。張植はこれ向かおうとすると、ある者が「漢祖は柏人において畏れ、岑彭は彭亡において死にました。今、谷の名は遮留といいますが、これは伏兵があると考えてよいのは」と進言したので、試しに単騎で進んで様子を窺うと、予想通り兵が伏せられていた。張植はこれを見てから兵馬を発し、敵軍を大破すると尉犁に拠った。龍熙は4万人を率い、上半身を露わにして張植の陣営を詣でると降伏した。これにより、西域諸国はみな服属し、前涼へ朝貢するようになった。張植は無事に帰還を果たすと、功績により西域都尉に任じられた。
346年、後趙君主石虎は涼州刺史麻秋・将軍王擢・孫伏都らを前涼へ侵攻させた。金城郡太守張沖が危急を告げると、張植は奮威将軍牛覇と共に騎兵を率いて救援に向かったが、既に城が陥落していた為、引き返した。